# ポセイドン・アドベンチャー
『ポセイドン・アドベンチャー』（The Poseidon Adventure）は、1969年に発表されたポール・ギャリコの小説および、それを基にした映像作品である。
1972年の映画化作品は大ヒットを記録し、以降続編を含め4度映像化されている。日本語訳小説は1973年に早川書房より古沢安二郎訳『ポセイドン・アドベンチャー』のタイトルで出版された。後に、ハヤカワ文庫（NV版）から出版。登場人物の心情をカタカナで表記していた。
リメイクである映画『ポセイドン』が公開されたときは、同じ小説を上下巻の２冊に分けた高津幸枝訳『ポセイドン』のタイトルで再出版された。その際、カタカナ表記だった登場人物の心情がひらがな・漢字表記に改められた。ストーリーはリメイク版の『ポセイドン』との関連性はない。

## あらすじ
航海途中の豪華客船が巨大津波によって転覆し、大晦日の夜を祝うために多くの乗客がいた船内のパニックが描かれる。主人公の牧師が、様々な苦難と悲劇に見舞われながらも、生き残った乗客たちを脱出へと導く。

## 小説の登場人物
スコット牧師を含め行動を共にする人物が小説では15人となっているが、1972年の映画では10人になっている。
※は映画版にも登場、括弧内は演じた役者である。
フランク・スコット※（ジーン・ハックマン）
元サッカー選手の牧師。人々を船底へと導く。
マイク・ロゴ※（アーネスト・ボーグナイン）
ニューヨーク市警の刑事。脱出時はしんがりとなって皆を守っている。
リンダ・ロゴ※（ステラ・スティーヴンス）
マイクの妻。元女優。1972年の映画版では元娼婦という設定に変更されている。自己中心的な言動で人々を困惑させることが多い。
リチャード・シェルビー
自動車会社の社長。1972年の映画版では電報の中でしか登場しない。
ジェーン・シェルビー
リチャードの妻。
スーザン・シェルビー※
リチャード夫妻の娘。1972年の映画版では弟のロビンと二人で両親のもとへ帰る設定となっている。
ロビン・シェルビー※
リチャード夫妻の息子
マニー・ローゼン※（ジャック・アルバートソン）
元デリカッセン経営者
ベル・ローゼン※（シェリー・ウィンタース）
マニーの妻。水泳の心得がある。
ヒュービー・マラー
裕福な独身者。小説の後半でストーリーの中心となる。
ノニー・パリー※（キャロル・リンレイ）
小説中盤から人々の列に加わる。ダンサー。1972年の映画版では歌手の設定。
トニー・ベイツ
株仲買人。人々からにっこり屋さんと呼ばれている。
パメラ・リード
トニーの恋人。
メアリー・キンセール
銀行員
ジェームズ・マーティン※（レッド・バトンズ）
紳士用品店経営者。1972年の映画版では雑貨屋の設定。
ウィルマー・ルイス
未亡人
ケマル
トルコ人の船員。片言の英語を話す。物語の中盤から加わる。
エーカー※
（1972年の映画版では下記のピーターズを合わせて、エイカーズという一人の人物になっている。）
ポセイドン号のボーイ
ピーターズ※
ポセイドン号のボーイ

## 映像化
1972年に20世紀フォックスにより最初の映像化がなされた。これまでに続編を含め4度の映像化が行なわれている。
『ポセイドン・アドベンチャー（The Poseidon Adventure）』1972年
この初の映像化作品は大ヒットを記録し、パニック映画（Disaster film）の傑作として知られるようになった。低迷していたハリウッドの危機を救った作品と当時は評され、これ以後パニック映画が立て続けに制作された。
『ポセイドン・アドベンチャー2（Beyond the Poseidon Adventure）』1979年
ワーナー・ブラザースによって続編（前作と同じポール・ギャリコによる『海底の怒り』が原作）が製作された。出演はマイケル・ケイン、サリー・フィールド、テリー・サヴァラスなど。
『ポセイドン 史上最悪の大転覆（The Poseidon Adventure）』（DVD題『ポセイドン・アドベンチャー』）2005年
NBCで3時間のテレビ映画として放送された。日本ではDVDのみで発売。1972年版と同様の登場人物は、マイク・ロゴ、ジェームズ・マーティン、ベル・ローゼン。ストーリーは大幅に変更されており、テロリストのために船が転覆する設定となっている。
『ポセイドン（Poseidon）』2006年
2006年に再びワーナー・ブラザースが映画化したリメイク版。初作での人間ドラマ的な面は省かれており、第27回ゴールデンラズベリー賞の最低リメイク賞にノミネートされた。登場人物は1972年版とすべて変更されている。
なお、『ポセイドン・アドベンチャー』『タワーリング・インフェルノ』がヒットしたことを受け、アーウィン・アレン製作で『ポセイドン・アドベンチャー2』の企画が立ち上がった。『タワーリング・インフェルノ』のパンフレットにはセントラルアイディアが記載されている。前作の生存者たちが、スイスで行われる船舶裁判の証人として出席するために列車で移動中に落盤事故でトンネルに閉じ込められるというもの。スコット牧師の双子の兄弟がいたとして、ジーン・ハックマンへの出演交渉も行われたが、ハックマンはそれを断っている。
後年『ポセイドン・アドベンチャー2』が制作されたが、ポール・ギャリコの原作をもとにしたものであり、再びポセイドン号が舞台となっている。